# بات كونديل
باتريك كوندل (بالإنجليزية: Pat Condell) (ولد في 23 نوفمبر 1949) هو كاتب إنجليزي، وكوميديان، ومدون فيديو ملحد. قدم عروض كوميدية في الثمانينات والتسعينات في المملكة المتحدة، وحصل على جائزة تايم آوت عام 1991.

## روابط خارجية
- بات كونديل على موقع IMDb (الإنجليزية)